# Carl Sneep
Carl Sneep, född 5 november 1987 i St. Louis Park, Minnesota, är en amerikansk före detta professionell ishockeyspelare (back).